# Chris Cox Megamix
"Chris Cox Megamix" je pjesma američke pop pjevačice Britney Spears. Objavljena je 21. prosinca 2005. godione kao promotivni singl u Europi, Australiji, Americi i Aziji s njenog kompilacijskog albuma Greatest Hits: My Prerogative u izdanju Jive Recordsa.
Spot za pjesmu je objavljen samo za promociju albuma. Video je nastao spajanjem svih spotova navedenih pjesama u jedinstveni spot.

## Kompilacija
Cox je trebao producirati jedan megamix da bi promovirao Greatest Hits: My Prerogative. U megamixu su postavljene njezini najveći hitovi u to vrijeme, a pjesme koje je odabrao Cox su:
1. "Baby One More Time"
2. "(You Drive Me) Crazy"
3. "I'm a Slave 4 U"
4. "Outrageous"
5. "Oops! I Did It Again"
6. "Stronger"
7. "Everytime"
8. "Overprotected"
9. "Toxic"

## Verzije
- cijela verzija (obuhvaća sve pjesme) – 5:15
- glavna verzija (obuhvaća sve pjesme, osim "Outrageous") – 4:57
- radio verzija (obuhvaća sve pjesme, osim "Outrageous" i "Overprotected") – 3:50
- alternativna verzija (izostavlja "(You Drive Me) Crazy" i "Outrageous" and "Overprotected") - 3:24

## Popis pjesama
Promotivni CD singl se poslao na radio stanicama i klubovima širom svijeta, ali se nije uspio plasirati na svjetske ljestvice.
Promotivni CD singl
1. Chris Cox Megamix (glavna verzija) - 5:17
2. Chris Cox Megamix (radio verzija) - 3:50
3. Chris Cox Megamix (spot) - 3:50

Američki promotivni CD singl
1. Chris Cox Megamix (radio verzija) - 3:50

Tajvanski promotivni CD/VCD singl
1. Chris Cox Megamix (radio verzija) - 3:50
2. Chris Cox Megamix (spot) - 3:50